# Дональд, Майкл
Майкл Энтони Дональд (англ. Michael Anthony Donald; 24 июля 1961 — 21 марта 1981) — молодой афроамериканец, который был жестоко убит 21 марта 1981 года в городе Мобил, штат Алабама двумя членами Ку-клукс-клана и подвергнут линчеванию. Считается последним подтверждённым случаем линчевания темнокожего человека в США.

## Биография

### Ранние годы
Майкл Дональд родился 24 июля 1961 года в семье Белло Мэй Дональд и Дэвида Дональда. Майкл был седьмым и самым младшим ребенком в семье. Вскоре после рождения его отец ушёл из семьи, и мать растила его одна. Майкл вырос в городе Мобил, он хорошо учился в школе и, по словам матери, никогда не попадал в неприятности. Посещал школу Murphy High School, которую закончил в 1979 году. После окончания школы молодой человек поступил в колледж Carver State Technical College, где играл за баскетбольную команду колледжа. Он был на хорошем счету в обществе, встречался с девушкой, в свободное время подрабатывал на почте. Будучи студентом, Дональд продолжал жить в своём доме с матерью.

### Смерть
Вечером 20 марта 1981 года Майкл вышел из дома в магазин за покупками и пропал без вести. Его тело было найдено на следующее утро избитым и повешенным на дереве напротив дома, где жил Бенни Джек Хейс — региональный лидер организации United Klans of America Inc. (UKA), одной из наибольших среди организации Ку-клукс клана. Несмотря на то, что сразу возникли подозрения, что юноша подвергся линчеванию представителями клана, следствие по раскрытию убийства сразу же зашло в тупик. Были арестованы трое подозреваемых, которые вскоре были отпущены. Полиция заявила, что мотивом для убийства послужила вовлечённость Дональда в торговлю наркотиками, хотя родственники и знакомые погибшего отрицали факт того, что Дональд имел дело с наркотическими веществами.

## Расследование
Расследование было возобновлено после марша протеста против произвола полицейских чиновников, который организовали родственники Майкла Дональда. Пикет приехал поддержать известный борец за права чернокожих Джесси Джексон. После общественного резонанса, вызванного многотысячным маршем, события в Мобил приобрели национальную известность. В 1983 году на основании показаний свидетелей были арестованы двое членов ку-клукс-клана: Джеймс Ноулз и сын Бенни Хэйса — 27-летний Генри Фрэнсис Хэйс. Ноулз не выдержал давления и пошел на сделку с правосудием. Он сознался в убийстве Дональда, подробно рассказал о том, как развивались события вечером 20 марта 1981 года, и поведал детали похищения и убийства Дональда. Ноулз дал показания на Генри Хэйса, на основании которых тому были предъявлены обвинения в убийстве.
Майкл Дональд не был знаком со своими убийцами и был выбран в качестве жертвы случайным образом в отместку за возможное освобождение афроамериканца Джозефуса Андерсона, которого судили весной 1981 года в городе Мобил за убийство полицейского. Андерсон был близок к оправданию, и Бенни Хэйс распорядился убить какого-нибудь чернокожего человека в отместку.. В 1984 году Генри Хэйс был приговорён к смертной казни, Джеймс Ноулз из-за сотрудничества со следствием получил пожизненное лишение свободы. На момент убийства Ноулзу было всего лишь 17 лет.

## Последствия
Убийство Дональда имело для организации Ку-клукс-клана в штате Алабама фатальные последствия. Мать погибшего Белло Дональд в 1984 году подала в суд на руководителей организации United Klans of America Inc. (UKA) и в 1987 году выиграла его. Суд обязал выплатить 7 000 000 долларов семье погибшего и передачу в их владение различной собственности, это привело к тому, что организацию покинуло большинство её членов. После суда Бенни Хэйсу были предъявлены обвинения в соучастии в убийстве Майкла Дональда, но из-за его болезни суд над ним постоянно откладывался. Бенни Хэйс умер в 1993 году до вынесения приговора. Последний лидер организации Роберт Шелтон в 1994 году признал, что организация пришла в полный упадок. Убийца Майкла Дональда — Генри Фрэнсис Хэйс был казнён 6 июня 1997 года.

## Память
В 2006 году, в 25-ю годовщину смерти юноши, Хердон-авеню, на которой он был убит, была официально переименована в Майкл Дональд-авеню в память о его смерти.
Убийство Дональда стало поводом для написания некоторых научных и художественных произведений. Техасский политический деятель Молли Ивинс написала эссе о семье Дональда. Канал National Geographic выпустил расследование смерти Дональда в своём произведении о Ку-клукс-клане.